# Arctostylopida
Gli arctostilopidi (Arctostylopida) sono un enigmatico gruppo di mammiferi estinti, dalle incerte affinità. I loro fossili si rinvengono in terreni che datano dal Paleocene inferiore all'Eocene inferiore (da 63 a 50 milioni di anni fa) in Asia e Nordamerica.

## Descrizione
Di dimensioni simili a quelle di un coniglio, questi animali sono conosciuti principalmente attraverso la dentatura e frammenti del cranio. I pochi resti conosciuti, in ogni caso, fanno supporre che l'aspetto di questi antichi mammiferi fosse vagamente simile a quello delle odierne procavie (Hyracoidea), ma con alcuni adattamenti alla corsa. La caratteristica più singolare degli arctostilopidi era data dalla loro dentatura: molari e premolari, infatti, erano pressoché identici a quelli dei notoungulati notostilopidi, un altro gruppo di mammiferi primitivi che viveva in Sudamerica. Dal momento che gli arctostilopidi sono stati ritrovati solo nei continenti settentrionali e in orizzonti geologici durante i quali il Sudamerica era ritenuto essere separato dal Nordamerica, i resti di questi animali sono di indubbio interesse per i paleontologi. La dentatura era completa, i molari posteriori erano grandi e primitivi, e non era presente alcun diastema.

## Evoluzione
Gli arctostilopidi apparvero per la prima volta nel Paleocene superiore in Asia; la forma più antica è Asiostylops, dai molari semplici e triangolari. Altre forme primitive includono Sinostylops e Bothriostylops, mentre tra le forme più evolute si ricordano le asiatiche Palaeostylops e Gashatostylops, e la nordamericana Arctostylops, dell'Eocene inferiore. La stretta somiglianza fra questi ultimi tre generi indica che nel tardo Paleocene vi fu un interscambio faunistico tra Asia e Nordamerica.

## Classificazione
Stando alle caratteristiche della dentatura, è quasi impossibile distinguere i resti di un arctostilopide da quelli di un notostilopide; pertanto, quando fu descritto Arctostylops, nel 1915, si ritenne che quei resti fossero appartenuti a un notoungulato. Questa opinione fu ritenuta valida per decenni, comprovata da numerosi ritrovamenti di denti rinvenuti in Asia. Successivi studi sullo scheletro postcranico hanno portato a sospettare che gli arctostilopidi non fossero veri notoungulati, ma fossero probabilmente imparentati con gli anagalidi (come Pseudictops). Attualmente, al 2013, gli arctostilopidi non godono di una chiara classificazione, e si devono aspettare ulteriori scoperte per mettere in luce le reali parentele di questi mammiferi. Le loro notevoli somiglianze con i notostilopidi sono dovute probabilmente a un notevole caso di convergenza evolutiva.